# Phyllonorycter tenuicaudella
Phyllonorycter tenuicaudella là một loài bướm đêm thuộc họ Gracillariidae. Loài này có ở quần đảo Virgin (Saint Croix).